# Josef Šnajdr (fotbalista)
Josef Šnajdr (26. března 1921 – 19. února 2016) byl český fotbalový útočník, záložník a od roku 1950 také obránce. Přezdívku Perák měl z dob svého působení v Rokycanech. Na začátku roku 2016 byl nejstarším žijícím prvoligovým hráčem plzeňské Viktorie. Byl také jedním ze zakladatelů „Staré gardy“ plzeňských fotbalistů.

## Hráčská kariéra
Začínal roku 1930 v Dobřanech, už v žákovském věku přestoupil do Viktorie Plzeň. Hostoval ve Zlíně a v Rokycanech. V nejvyšší soutěži hrál ve Viktorii/Škodě/ZVIL Plzeň.
Nastupoval také za SK Hulín a Olympii Plzeň.

### Reprezentace
Poslední říjnový den roku 1948 hrála v Bratislavě reprezentace Československa s reprezentací Rakouska. K mezistátnímu utkání byl za své výkony nominován také Josef Šnajdr. Nakonec k utkání nenastoupil, přednost dostal Vlastimil Pokorný ze Sokola NV Bratislava (dobový název Slovanu). Reprezentanti Československa nad Rakouskem zvítězili 3:1. Jednalo se o první domácí utkání reprezentačního A-mužstva Československa, které se nehrálo v Praze.

### Prvoligová bilance
| Ročník          | Zápasy | Góly | Minuty | Klub                   |
| --------------- | ------ | ---- | ------ | ---------------------- |
| I. liga 1943/44 | –      | 0    | –      | SK Viktoria Plzeň      |
| I. liga 1947/48 | –      | 1    | –      | SK Viktoria Plzeň      |
| I. liga 1948    | –      | 1    | –      | Sokol Plzeň V-Viktoria |
| I. liga 1949    | –      | 1    | –      | ZSJ Škoda Plzeň        |
| I. liga 1950    | –      | 0    | –      | ZSJ Škoda Plzeň        |
| I. liga 1951    | –      | 2    | –      | ZSJ Škoda Plzeň        |
| I. liga 1952    | –      | 0    | –      | ZSJ ZVIL Plzeň         |
| CELKEM I. LIGA  | –      | 5    | –      |                        |